# Capranica
Capranica (Caprà in dialetto capranichese) è un comune italiano di 6 332 abitanti della provincia di Viterbo del Lazio. È situato nella Tuscia, al 55º chilometro sulla via Cassia (SS 2), ed è uno dei comuni italiani attraversati dalla via Francigena.

## Geografia fisica

### Il territorio
Il territorio del Comune di Capranica è posto sulle prime propaggini del vulcano Cimino, a sud del lago di Vico, e si estende per una superficie di 40,74 km². È delimitato a nord dal Comune di Ronciglione, a est dal Comune di Sutri, a sud dal Comune di Bassano Romano e ad ovest dai Comuni di Barbarano, Vetralla e Vejano. Le dimensioni medie dell'area comunale misurate sulle direttrici N-S ed E-O, di circa 8 × 6 km², gli conferiscono una caratteristica conformazione "a pera", con la punta leggermente schiacciata e orientata verso NO.
Così come i territori comunali di Sutri, Ronciglione, Caprarola, Carbognano, Canepina, Soriano nel Cimino e San Martino al Cimino, anche quello capranichese appartiene alla sub-area ambientale Cimina, costituita dall'omonimo sistema orografico-vulcanico e caratterizzata dalla presenza del lago di Vico, le cui rive, anche se poste immediatamente a settentrione dei limiti comunali di Capranica, non ne lambiscono il territorio.
Il complesso vulcanico vicano, costituito da rilievi collinari interrotti da gole boschive percorse da corsi d'acqua e da paesi arroccati su speroni tufacei, rappresenta un paesaggio di grande suggestività con una rilevante presenza di risorse naturalistiche e storico-archeologiche. La morfologia dell'area è caratterizzata dalle vulcaniti vicane, soprattutto dalla ignimbrite, i cui affioramenti formano una platea di grandi dimensioni incisa in più punti da numerosi corsi d'acqua, formanti valli dai ripidi versanti e dal fondo stretto, a testimonianza del processo erosivo in atto.
La morfologia generale appare più tormentata nella Zona a Nord, dove le pendenze e la natura più erodibile dei litotipi hanno permesso una maggiore attività erosiva, mentre a sud il territorio presenta forme più addolcite, laddove la coltre ignimbritica conferisce all'area una pendenza generale verso Est. Nel fondovalle, dove esistono leggere contropendenze e negli antichi bacinetti palustri, sono presenti riempimenti alluvionali che conferiscono al motivo morfologico forme spianate o terrazzate; tipica, in questo senso, è la zona del cosiddetto "Laghetto", all'altezza del Km 61,00 circa della statale Cassia.
La quota s.l.m. decresce da Nord-Ovest a Sud-Est da circa 560 m s.l.m. a circa 350 m s.l.m., con picchi massimi di 579,5 m s.l.m. in località Macchia Grossa e minimi di 290,2 m s.l.m. sul fondo delle Valli di Sutri. I rilievi massimi del territorio sono il Monte Calvelle (533,1 m s.l.m.), il Monte San Donato (505,6 m s.l.m.), i Monti di Bassano (494,00 m s.l.m. e 437,4 m s.l.m.), e il Monte Sant'Elia (455,3 m s.l.m.). Nella fascia centrale del territorio comunale, la direttrice principale del deflusso delle acque è orientata da Nord-Ovest a Sud-Est, come si riscontra per i fossi del Quadrone, di Valle Mazzano (Tinozzano) e di Oriano, che rientrano così nel bacino imbrifero del Tevere, mentre nella parte più meridionale del territorio – la zona a sud del Monte Calvelle, dei Monti di Sant'Elia e San Donato e i Monti di Bassano, le acque defluiscono verso sud-sud-ovest, all'interno del bacino imbrifero del fiume Mignone.

### Clima
Classificazione climatica: zona D, 2077 GR/G

## Storia
La leggenda ci ricorda che nell'VIII secolo alcuni caprari, fuoriusciti dal vicino villaggio di Vico Matrino, scelsero il sito per la sua bellezza, sicurezza e salubrità. Inizialmente la chiamarono Capralica da Caprae ilex (Elce delle Capre), divenuta, in seguito, Capranica, sembra a causa di un capraro di nome Nica.
I primi insediamenti sul territorio dell'attuale Capranica risalgono all'epoca etrusca, ma le prime notizie certe si collocano intorno al 1050.
Fino al 1300 Capranica è posta, come i comuni limitrofi, sotto la giurisdizione del convento sutrino dei SS.Cosma e Damiano. Nel 1305 fa la sua apparizione nel borgo la famiglia Anguillara, che ne farà uno dei più importanti dell'epoca.
Nel 1337, sotto Orso degli Anguillara, soggiornò a Capranica Francesco Petrarca. Orso, uno dei personaggi più notevoli della sua casata, fu l'unico conte a risiedere stabilmente nel castello. In questo periodo, venne ampliata la rocca da dove i conti pianificavano le loro scorribande.
Infatti, in quel periodo e in seguito, soprattutto sotto il conte Everso, Capranica espanderà la sua influenza sui territori circostanti e verrà coinvolta nella guerra che i conti combatterono contro i Prefetti di Vico per tutto il XIV secolo. L'ultimo conte degno di nota è appunto Everso che, nel 1435, combatterà a fianco di Papa Eugenio IV per cacciare l'ultimo prefetto Giacomo di Vico ed i suoi due figli Menelao e Securanza.
Nel 1465 i successori di Everso, Deifobo e Francesco, venuti alle armi con Papa Paolo II provocarono la sollevazione di Capranica e dei borghi controllati e, in seguito, la caduta degli Anguillara il 7 luglio 1465.
Papa Paolo II, dopo aver scaricato il castello facendo rimanere solo una torre, donerà a Capranica un cardinale governatore che farà del borgo il capoluogo del governatorato. Per un certo periodo di tempo il governatorato avrà la stessa ampiezza territoriale dei domini anguillareschi.
Sotto i cardinali-governatori il paese venne ampliato e, soprattutto prima del 1700, vi furono costruiti i palazzi più importanti. Nel 1831 Papa Leone XII tolse a Capranica il titolo di capoluogo. Dopo l'Unità d'Italia il paese seguì le vicende dell'intera provincia. Durante la Seconda guerra mondiale fu più volte colpita dalle bombe; soprattutto lo scalo principale venne preso di mira dai bombardamenti.

### Simboli
Lo stemma araldico del comune reca la capra, il monte e il sole.

## Monumenti e luoghi d'interesse

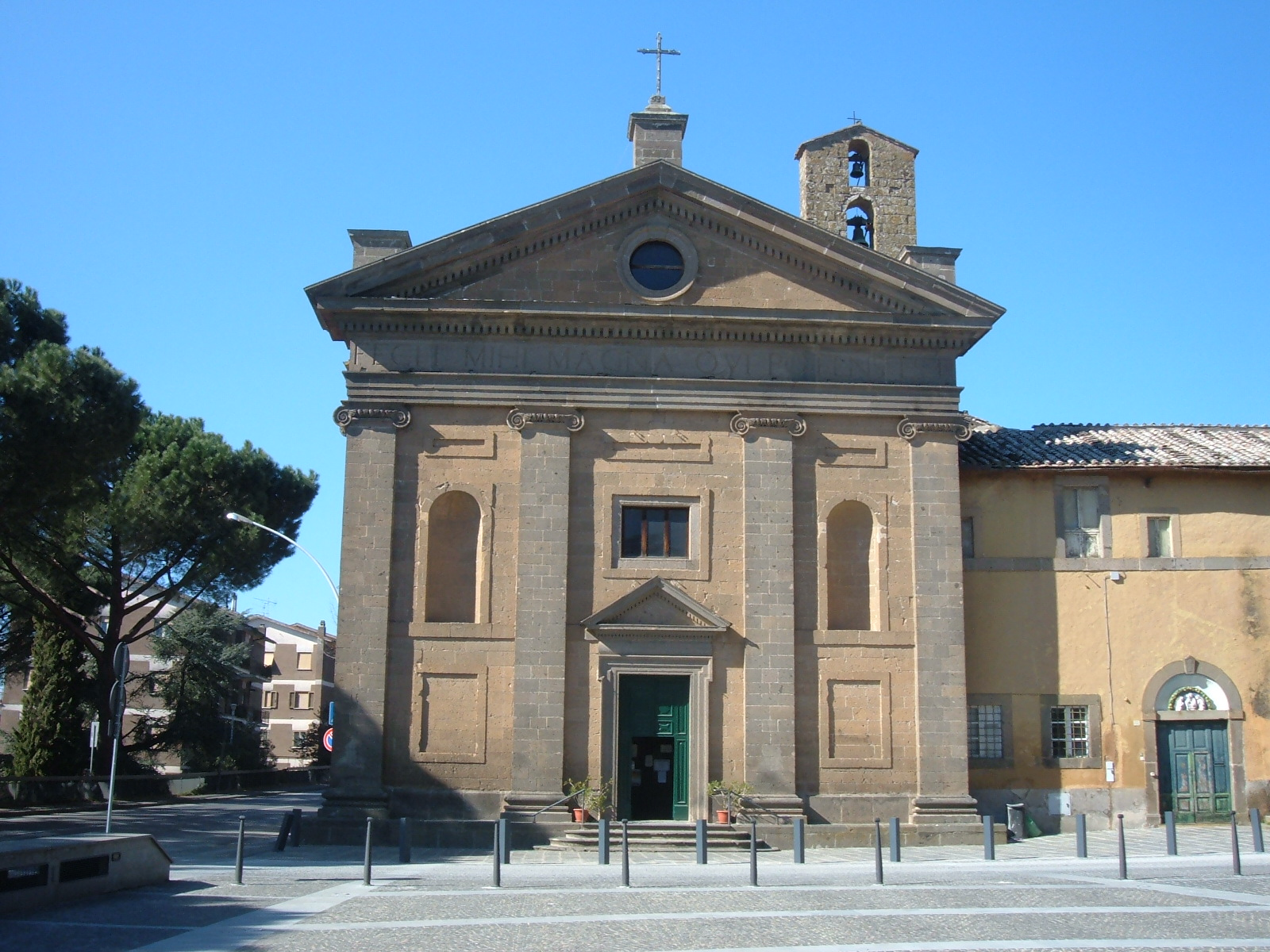
La chiesa della Madonna del Piano

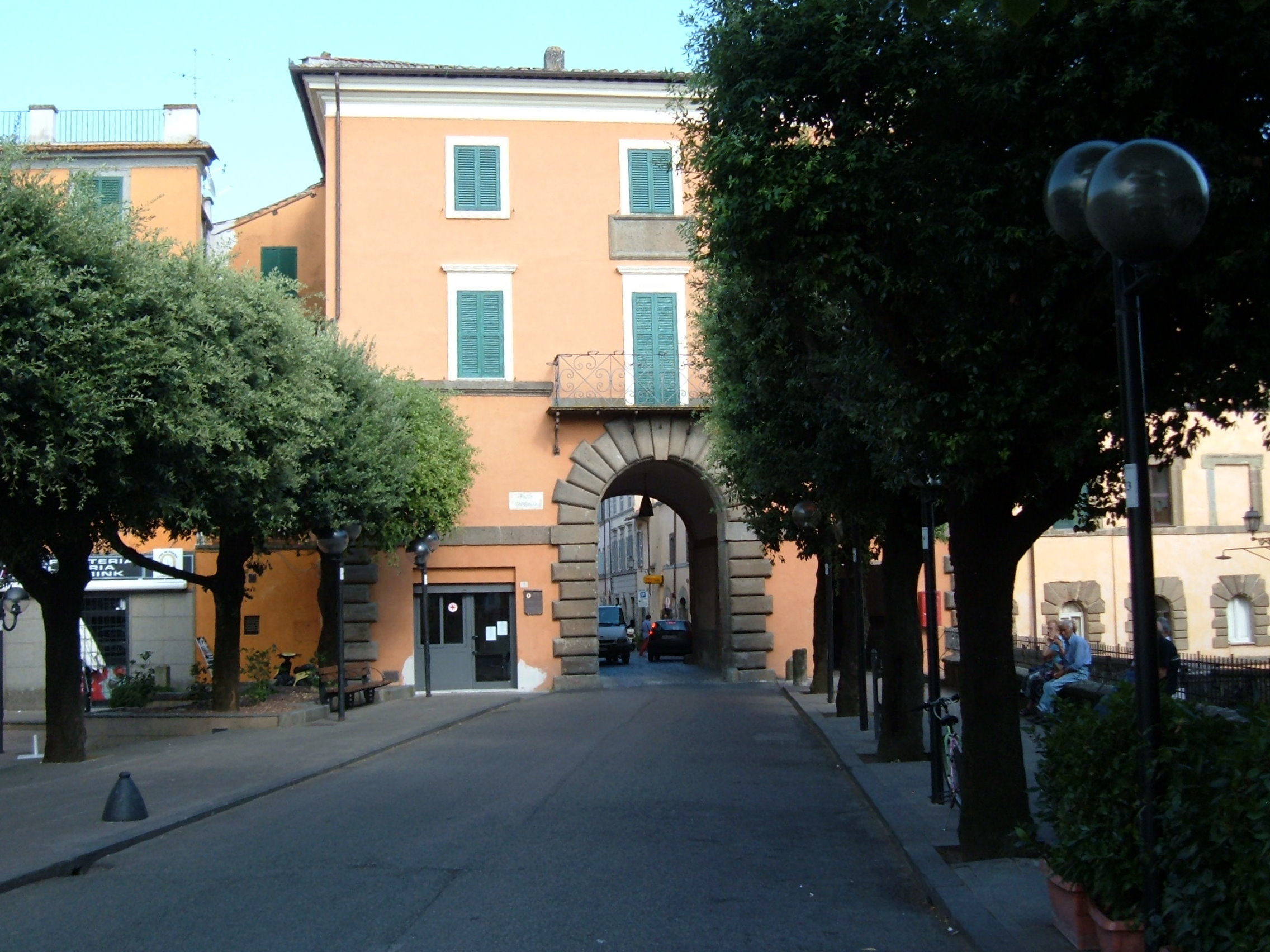
La porta di Sant'Antonio

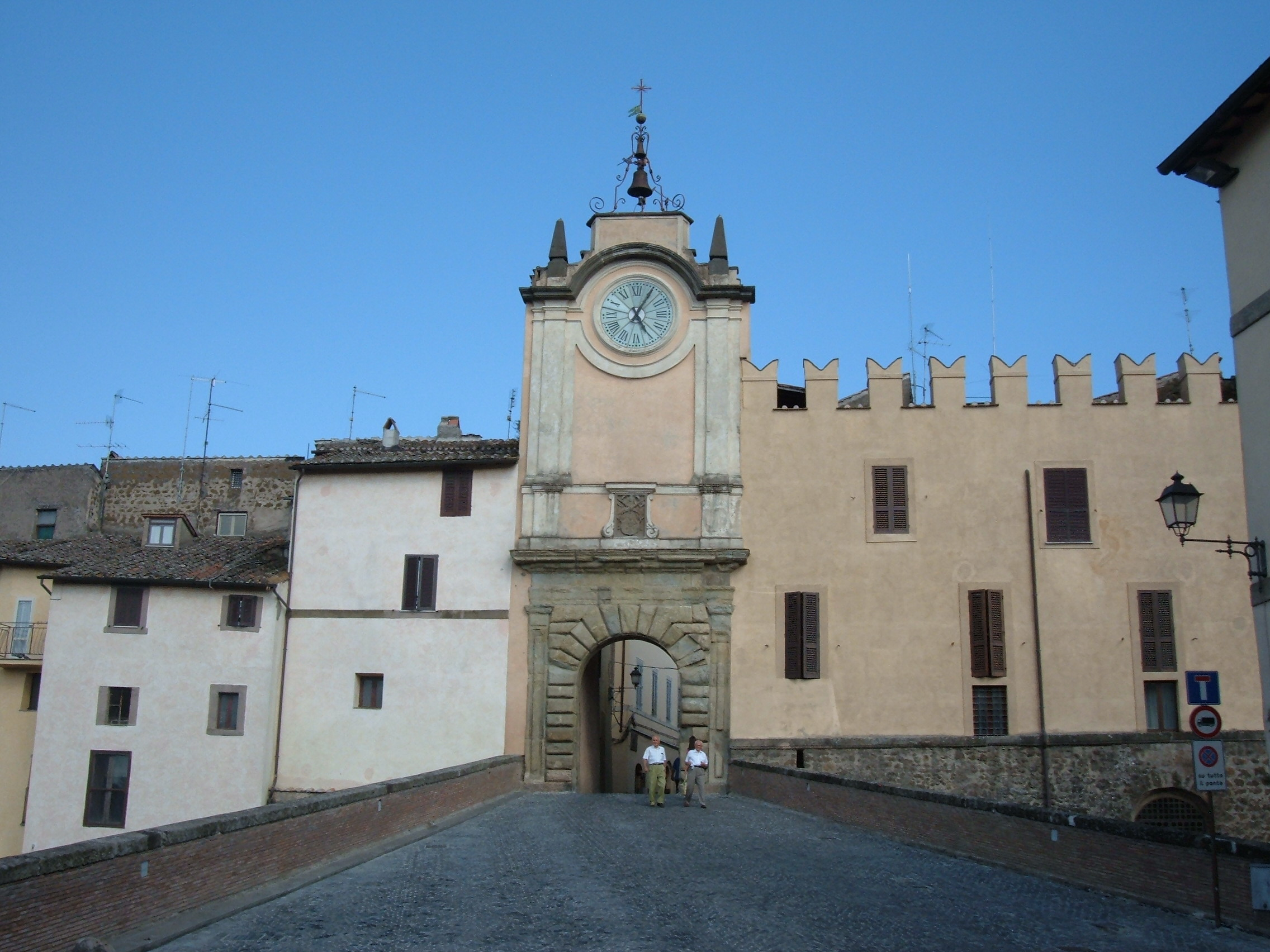
Il castello degli Anguillara e la torre dell'orologio

Il centro storico di Capranica, chiuso addirittura da due porte a poca distanza l'una dall'altra, si allunga su una lingua tufacea simile a un'ammiraglia, con la prua puntata verso Roma, tra i boschi di querce, cerri e castagne del versante meridionale dei Monti Cimini.

### Architetture religiose
- Chiesa della Madonna del Piano

Venne eretta tra la fine del XII secolo e l'inizio del XIV secolo nell'omonima località del Piano, appena fuori le mura cittadine, su disegno del Vignola. La tradizione (mai verificata), attribuisce la bella immagine ad affresco della Vergine col Bambino con una colomba tra le mani, al pittore senese Andrea Vanni. Grazie alle numerose documentazioni sui miracoli avvenuti per intercessione della Madonna ivi raffigurata, la chiesa nel 1559, affidata agli Eremiti di Sant'Agostino, venne ristrutturata su disegno di Giacomo Barozzi da Vignola. La chiesa e parte del convento, nel 1632 vennero interessati da un rovinoso crollo, a cui seguì un'immediata ricostruzione, che però offuscò in parte la purezza delle architetture del Vignola.
- Chiesa della Madonna dei Ruscelli
- Chiesa della Madonna del Cerreto (XVIII secolo)
- Chiesa della Madonna delle Grazie (XIII-XVI secolo)
- Chiesa di San Francesco (XIII-XVI secolo)
- Duomo di San Giovanni Evangelista (ricostruito nel XIX secolo)
- Chiesa di San Pietro (IX secolo)
- Chiesa di San Rocco (XV secolo - sede del Museo delle Confraternite)
- Chiesa di San Terenziano (XIII-XVI secolo)
- Chiesa di Santa Maria (XIX secolo del Vespignani)

### Architetture civili
- Palazzo Montenero-Sansoni (seconda metà del XVIII secolo)
- Palazzo Forlani (XVII secolo)
- Palazzo Patrizi-Naro (sede dell'archivio storico)
- Palazzo del Governatorato (XVII secolo)
- Palazzo Accoramboni (XVII secolo - sede del Comune)
- Portale dell'Ospedale di San Sebastiano (XIII secolo)
- Porta di Sant'Antonio (XVII secolo)

### Architetture militari
- Castello degli Anguillara e Torrione dell'Orologio

## Società

### Evoluzione demografica
Abitanti censiti

### Tradizioni e folclore

#### Festa patronale di San Terenziano
Capranica festeggia il suo patrono San Terenziano la prima domenica del mese di settembre, anche se in verità la festività liturgica, ricordo della morte e martirio, è riconducibile al giorno 1 dello stesso mese.
La tradizione vuole che la sera che precede la festa patronale, dall'abitato di Capranica ci si rechi presso la chiesetta rurale dedicata al Santo, percorrendo rigorosamente a piedi il buio tragitto che per l'occasione è illuminato da fiaccole e lanterne. La serata, dopo una breve funzione religiosa, trascorre con intrattenimenti vari, banda musicale, globo aerostatico. Caratteristica era l'usanza, ormai da vari anni abbandonata, che voleva che il raduno terminasse con una collettiva e festosa mangiata di anguria nel piazzale terroso antistante la chiesa, affettata e distribuita a volontà tra i presenti.
Il giorno della festa il busto del Santo, ai lati del quale trovano sistemazione due pregevoli e proporzionati reliquiari d'argento a forma di braccia che gli fanno assumere un aspetto benedicente, è collocato su di un'antica macchina processionale a raggiera dorata ed angeli lignei. Al suono della banda musicale percorre le vie del paese, accompagnato dai numerosi confratelli dell'omonimo sodalizio religioso che indossano veste verde, mantellina rossa e cordone, per raggiungere la chiesetta rurale situata sul monte a lui dedicato, salutato nel suo percorso da fragoroso sparo e suono di campane. Il braccio destro conserva un osso del braccio del Santo mentre il braccio sinistro conserva una reliquia di San Biagio.

#### Processione delle cocciarelle
Analogo evento processionale (per i capranichesi detta “processione delle cocciarelle” in quanto nei tempi trascorsi si radunavano lungo il percorso venditori di piccoli prodotti artigianali in coccio e terracotta) avviene la sera dell'8 settembre di ogni anno, giorno questo dedicato alla commemorazione della nascita della Madonna. In tale occasione il Santo Patrono è trasportato presso il piazzale antistante la chiesa della Madonna del Piano, situata subito fuori dell'abitato, al cui interno è conservato un affresco attribuibile al pittore Francesco Cozza che raffigura la ricorrenza mariana. Per l'occasione la facciata della chiesa, pregevole opera dell'architetto Jacopo Barozzi, detto Il Vignola, è tradizionalmente illuminata da una moltitudine di candele e lumini sistemati ad evidenziarne i caratteri architettonici principali che, complice l'oscurità serale del periodo, creano già da lontano e con l'avvicinarsi della processione, un artistico gioco di luce che aggiunge fascino e suggestione alla celebrazione.

#### Madonna delle grazie
A Capranica da oltre due secoli la seconda domenica del mese di maggio di ogni anno si svolgono i festeggiamenti in onore della "Madonna delle Grazie" i quali culminano in una solenne processione.
L'antica statua della Madonna con in braccio il bambino Gesù, vestita con abito di stoffe preziose finemente ricamate e manto celeste trapunto di stelle, posta su un'antica e artistica macchina processionale, percorre le vie del paese. Accompagnata dai numerosi confratelli dell'omonimo sodalizio religioso con veste bianca, mozzetta celeste e cordone, che le fanno ala, raggiunge la chiesetta rurale a Lei dedicata, situata a valle dell'abitato, accolta da fragoroso sparo.
Terminato il suggestivo trasporto, la statua è collocata per l'intero mese di maggio sull'altare maggiore della chiesa di San Maria Assunta, dove era esposta già dalla sera che precede la festa, solennemente addobbato, all'adorazione della popolazione.

#### Processione del Santissimo Crocifisso
Viene festeggiata la prima domenica di maggio dall'Arciconfraternita del Santissimo Sacramento, nata ufficialmente nel 1596, sebbene alcuni manoscritti potrebbero far risalire la fondazione a tempi ancora più remoti.
La processione parte dal Duomo di Capranica, la Chiesa di San Giovanni, percorre le vie del centro storico medievale e della parte moderna del paese trasportando un Crocifisso ligneo del XVI secolo, un tempo portato in processione per intercedere contro le calamità che più volte si sono abbattute sul paese, oggi è divenuto il simbolo dell'Arciconfraternita, il simulacro viene poi riposto al termine della manifestazione stessa nella cappella ad esso dedicata sita nella Chiesa di San Giovanni.
Durante la notte che precede i festeggiamenti, a Piazza San Giovanni viene realizzata la classica infiorata, vero simbolo di virtuosismo manuale e progettuale degli addetti alla realizzazione che sono confratelli, consorelle e simpatizzanti dell'Arciconfraternita, raffigura momenti e personaggi del mondo Sacro diversificandosi di anno in anno.

## Economia
Di seguito la tabella storica elaborata dall'Istat a tema Unità locali, intesa come numero di imprese attive, ed addetti, intesi come numero addetti delle unità locali delle imprese attive (valori medi annui).
|           | 2015                  |                              |                            |                |                       |                     | 2014                  |                | 2013                  |                |
| --------- | --------------------- | ---------------------------- | -------------------------- | -------------- | --------------------- | ------------------- | --------------------- | -------------- | --------------------- | -------------- |
|           | Numero imprese attive | % Provinciale Imprese attive | % Regionale Imprese attive | Numero addetti | % Provinciale Addetti | % Regionale Addetti | Numero imprese attive | Numero addetti | Numero imprese attive | Numero addetti |
| Capranica | 418                   | 1,79%                        | 0,09%                      | 847            | 1,43%                 | 0,06%               | 424                   | 867            | 435                   | 907            |
| Viterbo   | 23.371                |                              | 5,13%                      | 59.399         |                       | 3,86%               | 23.658                | 59.741         | 24.131                | 61.493         |
| Lazio     | 455.591               |                              |                            | 1.539.359      |                       |                     | 457.686               | 1.510.459      | 464.094               | 1.525.471      |

Nel 2015 le 418 imprese operanti nel territorio comunale, che rappresentavano l'1,79% del totale provinciale (23.371 imprese attive), hanno occupato 847 addetti, l'1,43% del dato provinciale (59.399 addetti); in media, ogni impresa nel 2015 ha occupato due persone (2,03).

### Industria
Un tempo il comune era sede della produzione del Chinotto Neri, oggi trasferita a Buccino, in provincia di Salerno.

## Infrastrutture e trasporti

### Ferrovie
Nel territorio del Comune di Capranica sono presenti 3 stazioni ferroviarie: Capranica-Sutri e Vico Matrino lungo la FL3 e Madonna del Piano sulla ex ferrovia Orte-Capranica-Civitavecchia.
La stazione di Capranica-Sutri si trova nella frazione di Capranica Scalo, a circa 5 km dal centro, sulla provinciale che conduce a Bassano Romano e Oriolo Romano.
In passato la stazione era il nodo in cui si intersecavano due ferrovie: la Roma-Capranica-Viterbo e la Orte-Capranica-Civitavecchia (lungo questa seconda strada ferrata c'era anche una fermata a Madonna del Piano, più vicina al centro di Capranica).
Tuttavia la Orte-Civitavecchia ha avuto un triste destino:
Nel 1961 fu chiuso il tronco ovest tra Capranica e Civitavecchia in seguito a una frana, ma in realtà per il traffico esiguo, e al momento è sprovvisto di binario, ma la sede ferroviaria è stata ristrutturata nel corso degli anni '90.
Nel 1995 anche il rimanente tratto fino a Orte fu chiuso, ma è provvisto ancora di binario tra Capranica e Orte e saltuariamente vengono effettuati treni cinematografici e treni merci per trasporti di materiale ferroviario destinato alla Ferrovia Roma-Civitacastellana-Viterbo, collegata tramite raccordo ferroviario alla CCO collocato nella stazione di Fabrica di Roma.
Attualmente, però, il traffico passeggeri alla stazione di Capranica è buono, anche perché la linea raccoglie anche il bacino d'utenza dei comuni limitrofi di Bassano Romano, Sutri, Ronciglione e Vejano.

### Strade
Capranica è collegata tramite la Strada Provinciale 35 Ronciglionese a Ronciglione e tramite la Strada provinciale 91 a Sutri e la Strada provinciale 92 a Bassano Romano e Oriolo Romano.

## Amministrazione
Nel 1927, a seguito del riordino delle circoscrizioni provinciali stabilito dal regio decreto n. 1 del 2 gennaio 1927, per volontà del governo fascista, quando venne istituita la provincia di Viterbo, Capranica passò dalla provincia di Roma a quella di Viterbo.
Fa parte della Comunità Montana Cimini.

## Sport

### Calcio
- Atletico Capranica, iscritta al campionato di 1ª Categoria
- Amatori Calcio Capranica 1981, iscritta al campionato Amatori CSI
- A.S.D. Romaria di Pulino Luca,iscritta alle sezioni giovanili (piccoli amici, pulcini ed esordienti)